# Arichanna praeolivina
Arichanna praeolivina là một loài bướm đêm trong họ Geometridae.